# ميريام ور
ميريام ور (بالإنجليزية: Miriam Were)‏ (12 أبريل 1940 في كينيا)؛ روائية كينية.